# Cesvaine
Cesvaine è un comune della Lettonia di 3.172 abitanti (dati 2009)